# Zărnești (gmina)
Zărnești – gmina w Rumunii, w okręgu Buzău. Obejmuje miejscowości Comisoaia, Fundeni, Pruneni, Vadu Sorești i Zărnești. W 2011 roku liczyła 5459 mieszkańców.